# Эспрессо-машина

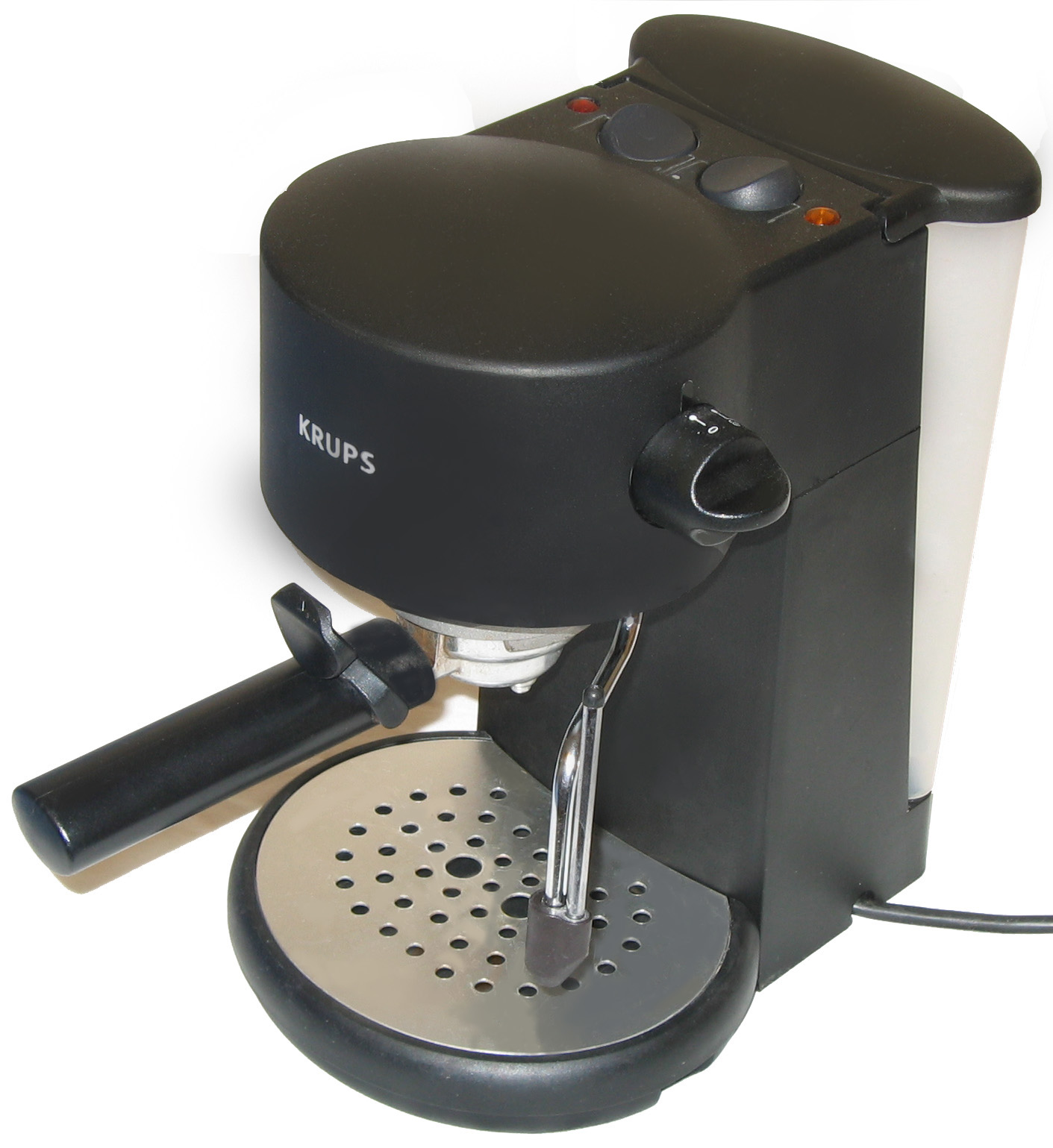
Современная бытовая кофеварка эспрессо

Эспрессо-машина — разновидность кофемашины, предназначенной для приготовления кофейного напитка эспрессо.
Принцип действия кофеварки эспрессо заключается в пропускании горячей воды через слой молотого кофе под определённым давлением. Многие современные модели также оборудованы капучинатором.

## Принцип работы
Впервые появившись в 1901 году (автор — Луиджи Беццера (итал. Luigi Bezzera)), кофеварка эспрессо неоднократно меняла конструкцию и принцип работы.

### Паровые эспрессо-машины
Принцип работы паровой кофеварки заключается в прохождении воды через слой кофе при помощи давления пара.
Первые паровые кофеварки имели общий котёл для нагрева воды и несколько отдельных патрубков, что позволяло готовить несколько сортов кофе одновременно.
Принцип работы данной машины до сих пор применяется в недорогих моделях кофеварок.

### Поршневые эспрессо-машины

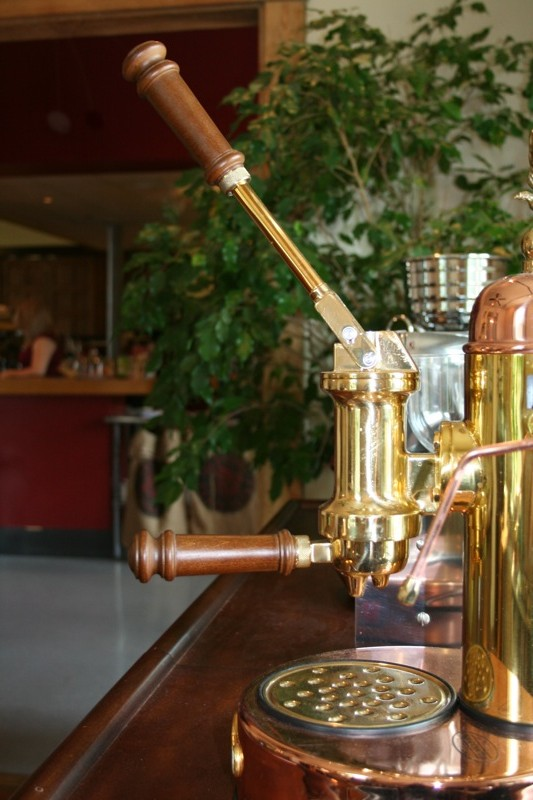
Ручная поршневая эспрессо-машина

Первые экспериментальные эспрессо-машины с применением винтового поршня были разработаны независимо друг от друга итальянцами Пьером Терезио Ардуино и Марком Кремонезе. В 1930-х годах Кремонезе запатентовал несколько своих изобретений по модификации эспрессо-машины, среди которых было использование такого поршня. После смерти Кремонезе в 1936 году его жена Розетта Скоза неоднократно пыталась продать лицензию на изобретения своего мужа нескольким производителям кофемашин, но безуспешно. Одним из тех, к кому она обращалась, был Джованни Ахилл Гаджиа (см. Gaggia), который незаконно воспользовался предложенной ему идеей Кремонезе и 5 сентября 1938 года зарегистрировал патент на кофемашину с поршнем роторно-винтового типа. После Второй мировой войны (1939—1945) жена Марка Кремонезе подала на Гаджиа в суд за нарушение авторских прав и выиграла дело. Отказавшись от использования винтового поршня, Гаджия разработал более совершенный пружинно-поршневой механизм. В 1947 году он представил опытный образец (прототип) аппарата с данным механизмом, считающегося первой современной эспрессо-машиной в мире.
В её конструкции используется поршень, проталкивающий воду через слой кофе, приводимый в действие мускульной силой человека при помощи рычага (левера).

### Помповые эспрессо-машины
Первой помповой кофеваркой стала Faema E61, появившаяся в 1961 году.
В отличие от поршневой кофеварки, где нужное давление воды достигалось за счет мускульной силы оператора машины, в помповой эспрессо-машине для прокачки воды под необходимым давлением используется электронасос.
Помповые кофеварки являются наиболее распространённым типом эспрессо-машин, используемых сегодня в кафе и других заведениях.

### Воздушно-помповые эспрессо-машины
В отличие от помповых, воздушно-помповые машины используют силу сжатого газа для создания необходимого давления воды, которая обычно подается из отдельного подогревателя.
В качестве газа используется как обычный атмосферный воздух (сжатый при помощи ручного или электрического компрессора), так и сжатый углекислый газ.
Первая модель кофеварки такой конструкции — Handpresso Wild — появилась в 2007 году.
Воздушно-помповые эспрессо-машины отличает компактность и легкость конструкции, что позволяет их свободно транспортировать.

## Автоматизация эспрессо-машин

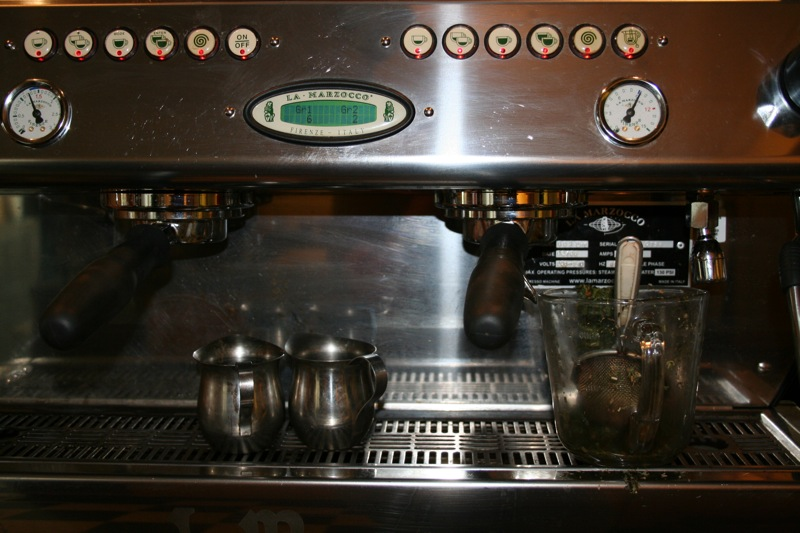
Современная кофемашина, установленная в кафе

По степени автоматизации эспрессо-машины делятся на:
- Ручные (механические) эспрессо-машины, в которых нужное давление воды достигается за счет приложения физической силы оператора.
- Полуавтоматические эспрессо-машины самостоятельно создают нужное давление воды. Дальнейшее приготовление напитка полностью управляется оператором.
- Автоматические эспрессо-машины самостоятельно создают нужное давление воды и автоматически её дозируют. При этом за соблюдение правильной пропорции и загрузку молотого кофе по-прежнему отвечает оператор.
- Суперавтоматические эспрессо-машины осуществляют всю процедуру приготовления кофе — от помола зерна или дозирования уже молотых зерен до разлива напитка в чашки.

Наиболее распространенные коммерческие модели кофеварок эспрессо относятся к категории полуавтоматических, поскольку они сочетают в себе относительную дешевизну и быстроту приготовления кофе, а также оставляют широкие возможности по контролю за вкусовыми качествами готового напитка.
Автоматические машины не получили широкого распространения в кафе и других заведениях, поскольку кофе который они готовят, не удовлетворяет стандартам (эспрессо), разработанным итальянским институтом по стандартизации эспрессо. В автоматических машинах экстракция кофе значительно ниже из-за невозможности достичь необходимой трамбовки и времени пролива, а также «пенка» в автоматических машинах получается за счет предварительного взбивания кофе, а не за счет экстракции как в классическом эспрессо.
Суперавтоматические машины получили широкое распространение как в быту (так и называются — бытовые), так и в заведениях общественного питания (промышленные суперавтоматы), где кофе требуется готовить в больших количествах, нет специально обученного персонала (бариста) или не требуется создание антуража классической кофейни. Стоят промышленные суперавтоматические кофемашины гораздо дороже обычных рожковых, и не все рестораторы могут позволить себе устанавливать подобное оборудование, но в таких крупных сетях, как McDonalds, Sbarro, Starbucks и т. п., они установлены в каждом ресторане.